# Promieniowanie gamma

Promieniowanie gamma

Promieniowanie gamma – wysokoenergetyczna forma promieniowania elektromagnetycznego. W wielu publikacjach rozróżnienie promieniowania gamma oraz promieniowania X (rentgenowskiego) opiera się na ich źródłach, a nie na długości fali. Promieniowanie gamma wytwarzane jest w wyniku przemian jądrowych albo zderzeń jąder lub cząstek subatomowych, a promieniowanie rentgenowskie – w wyniku zderzeń elektronów z elektronami powłok wewnętrznych lub ich rozpraszaniu w polu jąder atomu. Promieniowanie gamma jest promieniowaniem jonizującym i przenikliwym. Promieniowanie gamma oznacza się grecką literą γ, analogicznie do korpuskularnego promieniowania alfa (α) i beta (β).

## Źródła promieniowania gamma
- Reakcja jądrowa – jądra atomowe izotopów promieniotwórczych po rozpadzie znajdują się w stanie wzbudzonym. Powrót do stanu podstawowego, o niższej energii, powoduje emisję fotonu gamma.
- Nukleosynteza – dwa jądra atomowe zderzają się, tworząc nowe jądro w stanie wzbudzonym. Jego przejściu do stanu podstawowego może towarzyszyć emisja jednego lub wielu kwantów gamma.
- Anihilacja – zderzenie cząstki i antycząstki, np. elektronu i pozytonu, powoduje zniknięcie obu tych cząstek i emisję co najmniej dwóch fotonów gamma.
- Rozpady cząstek elementarnych – fotony gamma mogą być produktami rozpadu wielu nietrwałych cząstek elementarnych, np. neutralny pion rozpada się najczęściej na dwa fotony.
- Promieniowanie hamowania i promieniowanie synchrotronowe – wysokoenergetyczne cząstki naładowane (najczęściej elektrony) poruszające się w silnym polu elektrycznym, np. jąder atomowych, lub polu magnetycznym mogą emitować fotony promieniowania gamma.
- Odwrotne rozpraszanie Comptona – wysokoenergetyczne elektrony mogą zderzać się z niskoenergetycznymi fotonami (np. promieniowania tła) i przekazywać im energię, zmieniając je w kwanty gamma.

## Oddziaływanie z materią (absorpcja)

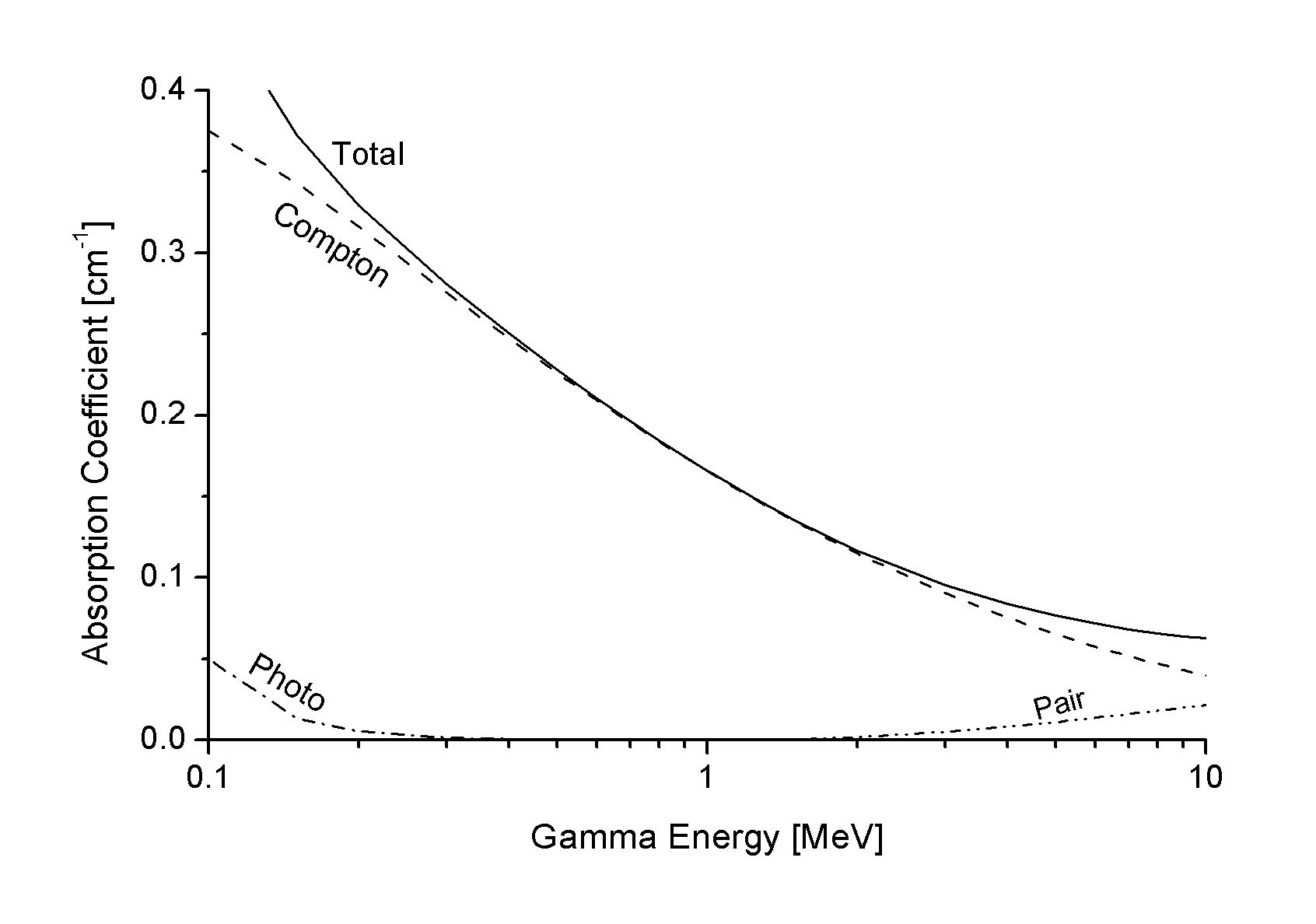
Wykładniczy charakter absorpcji promieniowania gamma (total), tutaj: w aluminium. Liniami przerywanymi zaznaczono poszczególne składowe odpowiedzialne za pochłanianie.

Promieniowanie gamma przechodząc przez materię jest pochłaniane (wielkość pochłaniania zależy od energii promieniowania). Za pochłanianie promieniowania gamma odpowiadają następujące zjawiska (w nawiasie podane są opisy odnoszące się do wykresu):
1. wewnętrzny efekt fotoelektryczny (Photo), w wyniku którego promieniowanie gamma oddaje energię elektronom, odrywając je od atomów lub przenosząc na wyższe poziomy energetyczne;
2. rozpraszanie komptonowskie (Compton) – elektrony słabo związane lub swobodne doznają przyspieszenia w kierunku rozchodzenia się promieniowania. W pojedynczym akcie oddziaływania następuje niewielka zmiana energii kwantu gamma. W wyniku oddziaływania z wieloma elektronami kwant gamma wytraca swą energię. Jest to najważniejszy sposób oddawania energii przez promieniowanie gamma;
3. kreacja par elektron-pozyton (Pair) – kwant gamma, uderzając o jądro atomowe, powoduje powstanie par cząstka-antycząstka (warunkiem zajścia zjawiska jest energia kwantu gamma > 1,02 MeV – dwukrotnej wartości energii spoczynkowej elektronu);
4. reakcje fotojądrowe – w tym oddziaływaniu promieniowanie gamma oddaje energię jądrom atomowym, wzbudzając je i, przy odpowiednio wysokiej energii fotonu, produkując nowe cząstki. Wzbudzone jądro atomowe może wypromieniować kwant gamma, ulec rozpadowi lub rozszczepieniu. Przekrój czynny takiej reakcji jest zazwyczaj niewielki, może być jednak rezonansowo zwiększony jeżeli energia kwantu gamma odpowiada dokładnie energii wzbudzenia jądra.

Udział zjawiska fotoelektrycznego i rozpraszania komptonowskiego w całkowitej absorpcji maleje wraz ze wzrostem energii na rzecz wzrostu udziału kreacji par {\displaystyle e^{-}e^{+}.} Przy małych energiach, dominuje zjawisko fotoelektryczne.
Sumarycznie, absorpcja promieniowania gamma w materii ma charakter wykładniczy: {\displaystyle I=I_{0}e^{-\mu x},} gdzie: I0 – natężenie promieniowania przy braku absorpcji, I – natężenie prom. po przejściu przez warstwę grubości x absorbentu, μx – liniowy współczynnik osłabiania promieniowania. Z charakteru równania wynika, że zasięg promieniowania gamma w materii jest teoretycznie nieskończony.

## W wybuchu jądrowym
| Materiał | Grubość mm      | Grubość mm      |
| Materiał | Energia 662 keV | Energia 284 keV |
| -------- | --------------- | --------------- |
| Ołów     | 63,5            | 35,6            |
| Stal     | 172,7           | 94,0            |
| Beton    | 533,4           | 355,6           |

Podczas wybuchu jądrowego bomby atomowej część energii wybuchu zamienia się na promieniowanie jonizujące. Promieniowanie gamma emitowane w trakcie wybuchu określa się jako natychmiastowe promieniowanie gamma, a emitowane w okresie późniejszym z izotopów promieniotwórczych powstałych w trakcie wybuchu nosi nazwę opóźnionego promieniowania gamma. Natychmiastowe promieniowanie gamma generowane jest bezpośrednio podczas wybuchu, a także w wyniku oddziaływania innych typów promieniowania (np. promieniowania neutronowego) z materią. Podczas ataku atomowego na Hiroszimę ok. 5% osób zmarłych w ciągu 30 dni od wybuchu było ofiarami oddziaływania promieniowania gamma.

## Detekcja promieniowania gamma
Człowiek nie posiada narządów zmysłów pozwalających mu na postrzeganie promieniowania gamma, którego detekcja stała się konieczna wraz z rozwojem technologii jądrowej. Ogólnie detektory promieniowania gamma wykorzystują własności jonizacyjne tego promieniowania i można je podzielić na:
- detektor barwnikowy
- detektory gazowe, do których należą:
  - komora jonizacyjna
  - licznik Geigera-Müllera
  - licznik proporcjonalny
- detektor półprzewodnikowy
- emulsja jądrowa
- licznik scyntylacyjny

## Zastosowania
Promienie gamma mogą służyć do sterylizacji sprzętu medycznego, jak również produktów spożywczych. W medycynie używa się ich w radioterapii do leczenia nowotworów (tzw. bomba kobaltowa, nóż gamma) oraz w diagnostyce, np. tomografia emisyjna pojedynczych fotonów. Ponadto promieniowanie gamma ma zastosowanie w przemyśle oraz nauce, np. pomiar grubości gorących blach stalowych, pomiar grubości papieru, wysokości ciekłego szkła w wannach hutniczych, w geologii otworowej (poszukiwania ropy i gazu ziemnego), w badaniach procesów przemysłowych (np. przepływu mieszanin wielofazowych, przeróbki rudy miedzi). Promieniowanie γ ma zastosowanie w badaniach z dziedziny chemii radiacyjnej.